# Portulaca okinawensis
Portulaca okinawensis är en portlakväxtart som beskrevs av John Walker och Tawada. Portulaca okinawensis ingår i släktet portlaker, och familjen portlakväxter. Utöver nominatformen finns också underarten P. o. amamiensis.